# Francisco Antonio Elorza y Aguirre

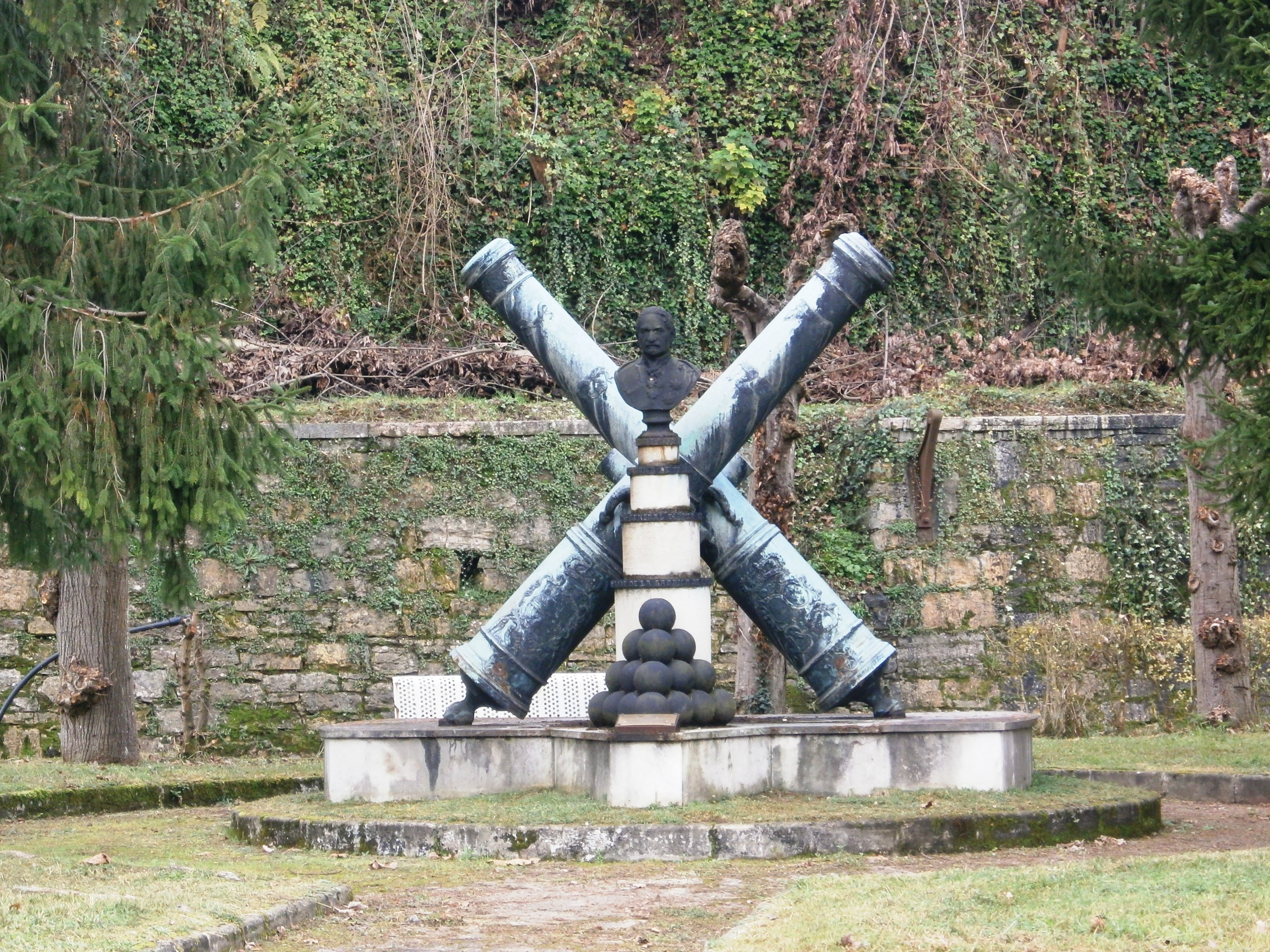
Monumento al General Elorza en Trubia.

Francisco Antonio de Elorza y Aguirre (Oñate, Guipúzcoa, 3 de enero de 1798-Madrid, 3 de noviembre de 1873) fue un militar español del cuerpo de artillería. Es conocido por dirigir la Fábrica de Armas de Trubia desde 1845 hasta 1867 y por su papel en el desarrollo de la industria siderúrgica asturiana. 

## Biografía
En 1811 ingresó en el Colegio de Artillería y en 1814 alcanzó el grado de subteniente del cuerpo. Tomó parte en el movimiento liberal de 1820. Durante la guerra realista participó en las campañas del levante en Valencia y Murcia contra los cien mil hijos de San Luis, y tras la pérdida de Cartagena marchó al exilió en 1823.  En esta etapa Elorza viaja por Europa, especialmente por los centros industriales de Bélgica, Alemania, el Piamonte y Gran Bretaña, ampliando y afianzando sus conocimientos sobre la siderurgia y metalurgia. Fernando VII le permitió el retorno a España, de tal manera que con sus estudios de ingeniería y minas realizados en la Universidad de Lieja fue mandado a dirigir la ferrería de Marbella de Manuel Agustín Heredia en 1828 y en 1832 las minas de El Pedroso y Villa del Río, en Sevilla.
Gracias a sus conocimientos, pudo ser director de la Fábrica de Armas de Trubia desde 1845 hasta 1867. Dicho período es considerado el más fértil y productivo del recinto industrial. Además de modernizar la fábrica, dos de las grandes obras de Elorza fueron la fundación de la Escuela de Formación Profesional Obrera en 1850, que tan extraordinario rendimiento habría de dar, y la creación de una sección de producción artística. Además, en la Fábrica aplicó las más modernas técnicas de producción. Entre 1855 y 1859 es encargado de dirigir la Fábrica de Armas Portátiles de Fuego de Oviedo. Su influencia fue tal que pasó al ámbito de la empresa privada metalúrgica. Una vez cesado en Trubia, Elorza fue ascendido en 1874 a coronel, y anteriormente, en 1864, a mariscal de campo, desempeñando varios destinos.
Poseedor de numerosas distinciones nacionales y extranjeras, Elorza falleció en Madrid en 1873. Como homenaje y reconocimiento a sus servicios, el 28 de mayo de 1887, siendo alcalde Donato Argüelles y Álvarez, el Ayuntamiento de Oviedo acordó otorgarle el nombre de Calle General Elorza a la carretera que unía la Estación del Norte con la Fábrica de Armas de la Vega, en memoria de los servicios prestados a la ciudad.
En 1923 el Ayuntamiento de Oviedo inauguró en los jardines de la Fábrica de armas de Trubia un Monumento al General Elorza, hecho en bronce por José Piquer Duart. El monumento está compuesto por el busto del General que está colocado delante de la intersección de dos cañones que forman una aspa y delante del busto una pirámide de artillería.

## Premios y reconocimientos
Sendas calles en Oviedo y La Felguera.